# یان یانسن (دوچرخه‌سوار، زاده ۱۹۴۰)
یان یانسن (pronounced [jɑn jɑnsɛn]؛ زادهٔ ۱۹ مهٔ ۱۹۴۰) رکابزن حرفه‌ای سابق هلندی است که در رشتهٔ دوچرخه‌سواری جاده فعالیت می‌کرد. او توانست در سال ۱۹۶۴ قهرمان مسابقات قهرمانی جاده جهان، در سال ۱۹۶۷ قهرمان ووئلتا اسپانیا و در سال ۱۹۶۸ برندهٔ تور دو فرانس شود. یانسن نخستین هلندی بود که به قهرمانی تور و ووئلتا دست یافت. در گروه رکابزنان، او با موهای بلوند و عینک خود به راحتی شناخته می‌شد.

## آغاز زندگی
یانسن پنج روز پس از تسلیم هلند به آلمان نازی، در نوتدورپ که شهر کوچکی در نزدیکی لاهه و دلفت است، زاده شد. خانوادهٔ او پس از مدتی به روستایی در مرز بلژیک به نام پوته که میان آنتورپ و روزن‌دال قرار دارد، نقل مکان کرد. یانسن در ۱۶ سالگی به باشگاه دوچرخه‌سواری در دلفت پیوست و ۲۵ پیروزی در دو سال به دست آورد.

## فعالیت حرفه‌ای
یانسن در دوران فعالیت آماتور خود، در چند مسابقهٔ کلاسیک در هلند به پیروزی رسید و در عضویت تیم هلند در تور آونیر که ویژهٔ رکابزنان آماتور و مستقل بود، شرکت کرد. همچنین برای چند تیم فرانسوی مسابقه داد. استعداد و تسلط او باعث شد به سرعت به رهبر تیم تبدیل شود. ابتدا رکابزنی سرعتی بود؛ ولی به سرعت به رکابزنی برای مسابقات چند روزه تبدیل شد. او در المپیک ۱۹۶۰ رم در رشتهٔ استقامت جادهٔ انفرادی شرکت کرد و در رتبهٔ ۵۸ قرار گرفت.
یانسن در سال ۱۹۶۱ حرفه‌ای شد و در سال ۱۹۶۳ برای نخستین بار در تور دو فرانس شرکت کرد. او توانست برندهٔ مرحلهٔ هفتم شود، ولی به دلیل تصادف وادار به کناره‌گیری از مسابقه شد. در سال ۱۹۶۴، ابتدا برندهٔ پاریس–نیس شد. سپس در دو مرحله از تور دو فرانس به پیروزی رسید و پیراهن سبز برندهٔ رده‌بندی امتیازی را به دست آورد. در همان سال، در سالانش فرانسه قهرمان جهان شد. در سال ۱۹۶۵ نیز توانست پیراهن سبز تور را کسب کند. در تور ۱۹۶۶ پیراهن طلایی را در مرحلهٔ ۱۶ به دست آورد؛ ولی در مرحلهٔ بعد آن را به لوسین آیمار داد و در پایان، بر سکوی دوم ایستاد. در سال ۱۹۶۷ برای نخستین بار در ووئلتا اسپانیا شرکت کرد و در همان دوره توانست قهرمان ووئلتا شود. همچنین در تور دو فرانس برندهٔ رده‌بندی امتیازی شد.
در سال ۱۹۶۸، تور دو فرانس مشابه سال پیش برای تیم‌های کشوری و نه تیم‌های تجاری برگزار می‌شد. بسیاری این تصمیم را انتقام مجری تور از حامیان مالی می‌دانستند؛ زیرا حامیان مالی در سال گذشته علیه تست دارو اعتصاب کرده‌بودند. در یک تیم قرار دادن رکابزنانی که همهٔ فصل را در تیم‌های مختلف مسابقه داده بودند، مشکل بود و گفته می‌شد که اختلافات داخلی باعث چندپاره شدن تیم هلند شده‌است. یانسن توانست در مرحلهٔ پایانی پیراهن طلایی را به دست آورد و قهرمان تور دو فرانس شود. قهرمانی با پیراهن نارنجی هلند، او را در کشورش محبوب‌تر کرد.

## بازنشستگی
به گفتهٔ یانسن، او هنگامی بازنشسته شد که در تور لوکزامبورگ ۱۹۷۳ از گروه اصلی جا ماند و از شنیدن نام خود در فهرست جامانده‌ها در سیستم رادیویی مسابقه شرمنده شد.
او وارد تجارت بدنه‌سازی دوچرخه در روستای پوته شد. شرکت او همچنان فعالیت می‌کند. پس از بازنشستگی نیز در یک باشگاه محلی، دوچرخه‌سواری را ادامه داد.

## نتایج در گرند تورها
|                 | ۱۹۶۳      | ۱۹۶۴    | ۱۹۶۵    | ۱۹۶۶   | ۱۹۶۷   | ۱۹۶۸   | ۱۹۶۹   | ۱۹۷۰   |
| تور دو فرانس    | ناتمام-۱۰ | ۲۴      | ۹       | ۲      | ۵      | ۱      | ۱۰     | ۲۶     |
| پیروزی در مراحل | ۱         | ۲       | ۱       | ۰      | ۱      | ۲      | ۰      | ۰      |
| رده‌بندی کوهستان | بی‌رتبه    | بی‌رتبه  | بی‌رتبه  | بی‌رتبه | ۷      | ۱۴     | بی‌رتبه | بی‌رتبه |
| رده‌بندی امتیازی | بی‌رتبه    | ۱       | ۱       | ۴      | ۱      | ۳      | ۲      | ۴      |
| جیرو دیتالیا    | نرفت      | نرفت    | نرفت    | نرفت   | نرفت   | نرفت   | نرفت   | نرفت   |
| پیروزی در مراحل | —         | —       | —       | —      | —      | —      | —      | —      |
| رده‌بندی کوهستان | —         | —       | —       | —      | —      | —      | —      | —      |
| رده‌بندی امتیازی | ناموجود   | ناموجود | ناموجود | —      | —      | —      | —      | —      |
| ووئلتا اسپانیا  | نرفت      | نرفت    | نرفت    | نرفت   | ۱      | ۶      | نرفت   | نرفت   |
| پیروزی در مراحل | —         | —       | —       | —      | ۱      | ۲      | —      | —      |
| رده‌بندی کوهستان | —         | —       | —       | —      | بی‌رتبه | بی‌رتبه | —      | —      |
| رده‌بندی امتیازی | —         | —       | —       | —      | ۱      | ۱      | —      | —      |

| ۱        | برنده                               |
| ۲–۳      | سه نفر اول                          |
| ۴–۱۰     | ده نفر اول                          |
| ۱۱–      | گذر از خط پایان                     |
| نرفت     | در مسابقه شرکت نکرد                 |
| ناتمام-x | به پایان نرساند (انصراف در مرحله x) |
| DNS-x    | آغاز نکرد (عدم شرکت در مرحله x)     |
| اخراج    | اخراج شد                            |
| ناموجود  | مسابقه/رده‌بندی انجام نشد            |
| بی‌رتبه   | در رده‌بندی گنجانده نشد              |